# Меррілл (місячний кратер)
Кра́тер Ме́ррілл (лат. Merrill) — великий стародавній метеоритний кратер у північній приполярній зоні зворотного боку Місяця. Назву присвоєно на честь американського астронома Пола Вілларда Меррілла (1887—1961) і затверджено Міжнародним астрономічним союзом у 1970 році. Утворення кратера відбулося у нектарському періоді.

## Опис кратера

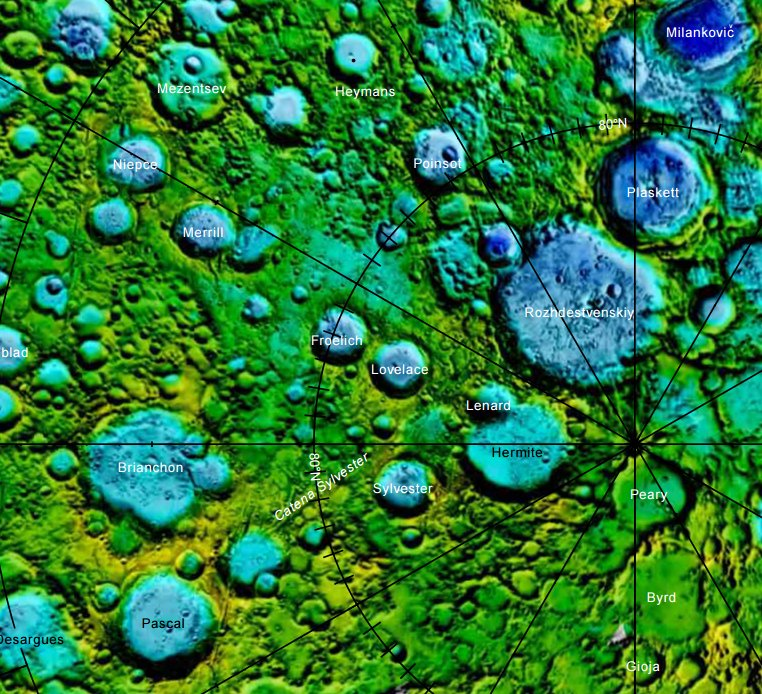
Околиці кратера Меррілл. Фрагмент мапи зони північного полюса Місяця

Найближчими сусідами кратера Меррілл є кратер Гейманс на заході; кратер Пуансо на північному заході; кратер Фреліх на півночі; кратер Бріаншон на сході; кратер Ньєпс на півдні і кратер Мезенцев на південному заході. Селенографічні координати центру кратера 74°50′ пд. ш. 117°27′ зх. д. / 74.83° пд. ш. 117.45° зх. д., діаметр 57,0 км, глибина 2,4 км.
Кратер Меррілл має полігональну форму та є частково зруйнований. Вал трохи згладжений проте зберіг достатньо чіткі обриси, від північно-східної частини валу відходять дві широкі долини. Внутрішній схил валу широкий, має сліди терасоподібної структури. Висота валу над навколишньою місцевістю сягає 1180 м, об'єм кратера становить приблизно 2700 км³. Дно чаші поцятковане безліччю кратерів, від центру чаші у північному напрямку відходить невисокий хребет.

## Сателітні кратери

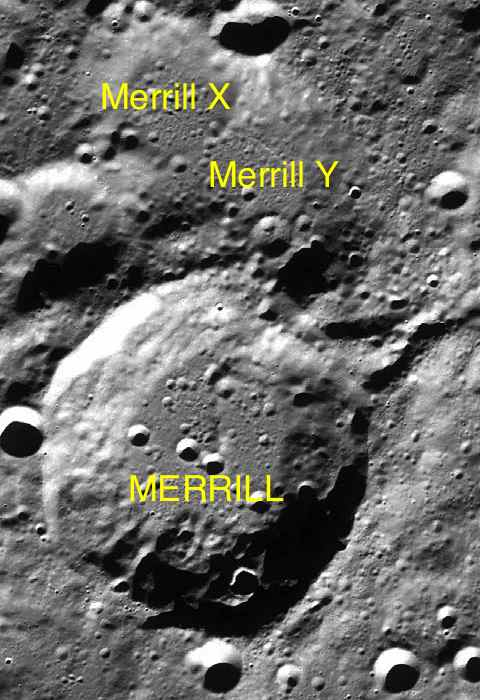
Фрагмент мапи LAC-9.

| Меррілл | Координати                                                  | Діаметр, км |
| ------- | ----------------------------------------------------------- | ----------- |
| X       | 76°42′ пн. ш. 120°40′ зх. д. / 76.7° пн. ш. 120.67° зх. д.  | 27,7        |
| Y       | 76°20′ пн. ш. 117°56′ зх. д. / 76.33° пн. ш. 117.94° зх. д. | 43,0        |